# Tartaruga ti amerò
Tartaruga ti amerò (Turtle Diary) è un film del 1985 diretto da John Irvin.

## Trama
William, un uomo divorziato che lavora in una libreria, e Neaera, un’autrice di libri per bambini che conduce una vita solitaria, s'incontrano all’acquario di Londra, restando entrambi affascinati da grandi tartarughe marine costrette a vivere in anguste vasche di vetro. Progetteranno insieme di restituirle al loro habitat naturale.